# نيكولاس بوفي
نيكولاس بوفي (بالإيطالية: Nicolas Bovi)‏ (11 مارس 1993 بريدجو إميليا في إيطاليا - ) هو لاعب كرة قدم إيطالي في مركز الوسط. لعب مع نادي برو باتاريا ونادي ريجيانا 1919 ونادي كالياري.